# Creve Coeur (Missouri)
Creve Coeur és una població dels Estats Units a l'estat de Missouri. Segons el cens del 2000 tenia 16.500 habitants.

## Demografia
Segons el cens del 2000, Creve Coeur tenia 16.500 habitants, 6.988 habitatges, i 4.465 famílies. La densitat de població era de 628,9 habitants per km².
Dels 6.988 habitatges en un 25,6% hi vivien nens de menys de 18 anys, en un 57,6% hi vivien parelles casades, en un 4,6% dones solteres, i en un 36,1% no eren unitats familiars. En el 30,9% dels habitatges hi vivien persones soles el 10,8% de les quals corresponia a persones de 65 anys o més que vivien soles. El nombre mitjà de persones vivint en cada habitatge era de 2,29 i el nombre mitjà de persones que vivien en cada família era de 2,89.
Per edats la població es repartia de la següent manera: un 21% tenia menys de 18 anys, un 6,9% entre 18 i 24, un 25% entre 25 i 44, un 27,9% de 45 a 60 i un 19,2% 65 anys o més.
L'edat mediana era de 43 anys. Per cada 100 dones de 18 o més anys hi havia 91,5 homes.
La renda mediana per habitatge era de 75.032 $ i la renda mediana per família de 99.100 $. Els homes tenien una renda mediana de 65.106 $ mentre que les dones 39.102 $. La renda per capita de la població era de 47.905 $. Entorn de l'1,4% de les famílies i el 2,9% de la població estaven per davall del llindar de pobresa.

## Poblacions més properes
El següent diagrama mostra les poblacions més properes.